# Moenkhausia
Moenkhausia is een geslacht van vissen van de familie karperzalmen. Het geslacht werd voor het eerst beschreven in 1903 door Carl H. Eigenmann. Hij noemde het geslacht Moenkhausia ter ere van zijn vriend W.J. Moenkhaus. De soorten van dit geslacht worden 3,4 cm tot 10 cm lang. Ze komen wijdverspreid voor in Zuid-Amerika. Vooral de roodoog tetra en de diamant tetra worden dikwijls in aquaria gehouden.

## Soorten
Het geslacht omvat ruim 70 soorten. Hieronder volgt een lijst van soorten van dit geslacht:
| - Moenkhausia affinis - Moenkhausia agnesae - Moenkhausia atahualpiana - Moenkhausia aurantia - Moenkhausia barbouri - Moenkhausia bonita - Moenkhausia browni - Moenkhausia celibela - Moenkhausia ceros - Moenkhausia chlorophthalma - Moenkhausia chrysargyrea - Moenkhausia collettii - Moenkhausia comma - Moenkhausia copei - Moenkhausia cosmops - Moenkhausia costae - Moenkhausia cotinho - Moenkhausia crisnejas - Moenkhausia dasalmas - Moenkhausia diamantina - Moenkhausia dichroura - Moenkhausia diktyota - Moenkhausia doceana - Moenkhausia dorsinuda - Moenkhausia eigenmanni | - Moenkhausia eurystaenia - Moenkhausia forestii - Moenkhausia georgiae - Moenkhausia gracilima - Moenkhausia grandisquamis - Moenkhausia hasemani - Moenkhausia hemigrammoides - Moenkhausia hysterosticta - Moenkhausia icae - Moenkhausia inrai - Moenkhausia intermedia - Moenkhausia jamesi - Moenkhausia justae - Moenkhausia lata - Moenkhausia latissima - Moenkhausia lepidura - Moenkhausia levidorsa - Moenkhausia lopesi - Moenkhausia loweae - Moenkhausia margitae - Moenkhausia megalops - Moenkhausia melogramma - Moenkhausia metae - Moenkhausia miangi | - Moenkhausia mikia - Moenkhausia moisae - Moenkhausia naponis - Moenkhausia newtoni - Moenkhausia nigromarginata - Moenkhausia oligolepis - Moenkhausia orteguasae - Moenkhausia ovalis - Moenkhausia pankilopteryx - Moenkhausia petymbuaba - Moenkhausia phaeonota - Moenkhausia pirauba - Moenkhausia plumbea - Moenkhausia pittieri - Moenkhausia pyrophthalma - Moenkhausia robertsi - Moenkhausia sanctaefilomenae - Moenkhausia schultzi - Moenkhausia shideleri - Moenkhausia simulata - Moenkhausia surinamensis - Moenkhausia takasei - Moenkhausia tergimacula - Moenkhausia tridentata - Moenkhausia xinguensis |